# غار تنگ حنا
غار تنگ حنا مربوط به دوران پارینه‌سنگی جدید - دوران فرادیرینه‌سنگی است و در شهرستان خرم بید، بخش مشهد مرغاب، انتهای تنگ حنا واقع شده و این اثر در تاریخ ۷ اسفند ۱۳۸۶ با شمارهٔ ثبت ۲۱۴۳۹ به‌عنوان یکی از آثار ملی ایران به ثبت رسیده است.